# SZD-43 Orion
SZD-43 Orion – polski, jednomiejscowy wysokowyczynowy szybowiec klasy standard zaprojektowany w Szybowcowym Zakładzie Doświadczalnym w Bielsku-Białej.

## Historia
W związku z XIII Szybowcowymi Mistrzostwami Świata w Jugosławii w 1972 r. w Szybowcowym Zakładzie Doświadczalnym w Bielsku-Białej w 1970 r. postanowiono opracować nowy szybowiec dla polskiej kadry. Zespół pod kierownictwem inż. Jerzego Śmielkiewicza, Tadeusza Łabucia i Jana Knapika, w oparciu o niektóre rozwiązania konstrukcyjne szybowców Jantar, SZD-32 Foka 5 i SZD-36 Cobra 15, w ciągu 3 miesięcy opracował projekt nowego szybowca o konstrukcji drewniano-metalowo-laminatowej. Pierwszy prototyp o nr rejestracyjnym SP-2635 został oblatany przez Adama Zientka w dniu 30 grudnia 1971 r., oblot drugiego prototypu (SP-2639) nastąpił cztery miesiące później. 
Próby w locie oraz zmiany konstrukcyjne zostały ukończone w pierwszym półroczu 1972 r. i szybowce zostały przekazane Aeroklubowi PRL. Jan Wróblewski i Franciszek Kępka, w ramach treningu przed Mistrzostwami Świata, wystartowali na nich w Szybowcowych Mistrzostwach Polski. Szybowce potwierdziły swe doskonałe właściwości lotne, przewyższające SZD-36 Cobra 15.
Na Mistrzostwach Świata w Szybownictwie w Vršacu w Jugosławii Jan Wróblewski zajął pierwsze, a Franciszek Kępka trzecie miejsce w klasie standard.
Produkcja seryjna nie została podjęta ze względu na powstanie w tym samym czasie lepszego, w pełni kompozytowego szybowca Jantar. 
W okresie późniejszym szybowce były użytkowane przez Aeroklub PRL. Egzemplarz SP-2639 uległ katastrofie i był eksponowany jako pomnik w Lesznie. Egzemplarz SP-2635 przekazano do Muzeum Lotnictwa Polskiego w Krakowie.

## Konstrukcja
Skrzydło dwudzielne, o obrysie trapezowym. Konstrukcja półskorupowa, dźwigarowa z pokryciem sklejkowym formowanym w betonowym foremniku negatywowym, z pokryciem zewnętrznym z laminatu epoksydowego. Lotki laminatowe, bezszczelinowe. Hamulce aerodynamiczne laminatowe, na górnej i dolnej powierzchni skrzydła. W przedniej przykadłubowej części kesonu umieszczono laminatowe zbiorniki na balast wodny o łącznej pojemności 70 litrów.
Kadłub kijankowy - przednia część o konstrukcji drewnianej z pokryciem z laminatu epoksydowego, w części zaskrzydłowej bezwręgowa rura duralowa z metalowym statecznikiem pionowym. Zaczep holowniczy zabudowany w okolicach sterownicy. Kabina zakryta zdejmowaną osłoną. Tablica przyrządów wyposażona w prędkościomierz, wysokościomierz, dwa wariometry, zakrętomierz i sztuczny horyzont. W tablicę przyrządów była wbudowana aparatura tlenowa SAT-5, butla o pojemności 4 l znajdowała się w bagażniku. Na prawej burcie znajdował się panel sterowania aparaturą radiową RS-3A, która również znajdowała się w bagażniku. Nad tablica przyrządów była zamocowana busola. Za fotelem pilota znajdowały się dwa bagażniki. W centralnej części kadłuba znajdował się zawór i instalacja do napełniania zbiorników balastowych w skrzydłach.
Usterzenie w układzie T wykorzystano z szybowca SZD-37 Jantar. Stery kierunku i wysokości laminatowe. Ster wysokości dwuczęściowy. Podwozie jednotorowe, główne chowane w locie, z tyłu małe kółko z pełnej gumy.